# Karl Gustav Reich
Karl Gustav Reich (n. 15 martie 1905, Sibiu - d.19 decembrie 1997, Germania) a fost poet și scriitor, care a scris în dialectul săsesc din Transilvania.
Născut la Sibiu, Karl Gustav Reich a crescut în casa parohială de lângă biserica evanghelică din Cârța, unde tatăl lui era preot. Pe lângă obiceiurile populare specifice unui sat săsesc, cu care Reich a venit aici în contact în timpul copilăriei sale, o influeță mare asupra lui a avut-o desigur și un alt scriitor al dialectului săsesc: Viktor Kästner, care se născuse la Cârța cu aproape un secol mai devreme. 
După absolvirea gimnaziului din Sibiu a plecat la studii la universitățile din Tübingen, Berlin, Perugia și București unde a studiat teologie, germanistică, romanistică și pedagogie. 
A fost timp de 45 de ani profesor la liceele germane din București, Sibiu și Sighișoara. La Școala din deal din Sighișoara a predat, între altele, pedagogia, muzica, limba germană și limba latină. 
În 1981 a emigrat în Germania. 

## Lucrări
- Kut, mer lachen int! (Kommt wir lachen eins - Heideți să râdem), Editura Kriterion, București, 1976
- Sachsesch Spaß vu Broos bäs Draas (Sächsischer Spaß von Bross bis Draas - Glume de la Orăștie la Drăușeni), 1982
- Sachsesch Wält, dä as gefällt (Sächsische Welt, die uns gefällt - Lumea săsească așa cum ne place), 1987

Piese de teatru: 
- Der Gezkrueģen (Der Geizkragen - Avarul)
- De Prozässentrenj (Die Prozessenkatharina - La Tribunal)